# Vísperas de la beata Virgen
Las Vísperas de la beata Virgen (Vespro della beata Vergine) es una composición sacra de Claudio Monteverdi, publicada en Venecia en el año 1610. Se trata de una de las más célebres obras del compositor, y una de las obras musicales religiosas más ambiciosas y monumentales antes de las de Bach.

## Estructura de la obra
Instrumentación No hay información de la instrumentación
- Responsorio (Salmo 69:1):
  - V: Deus in adjutorium meum intende
  - R: Domine ad adjuvandum me festina. Este movimiento hace uso de elementos musicales provenientes de la obertura de la ópera Orfeo
- Salmo: Dixit Dominus (Salmo 110): Seis voces, coro e instrumentos
- Motete: Nigra sum (del Cantar de los cantares):  Solo tenor con coro
- Salmo: Laudate pueri (Salmo 113): Coro a ocho voces y órgano
- Motete: Pulchra es (del Cantar de los cantares): Dúo vocal
- Salmo: Laetatus sum (Salmo 122): Coro a seis voces
- Motete: Duo Seraphim (Isaías 6:2-3): Dúo vocal, luego trío
- Salmo: Nisi Dominus (Salmo 127): Coro a diez voces
- Motete: Audi coelum (Poema litúrgico anónimo): Dos tenores solistas
- Salmo: Lauda Jerusalem (Salmo 147): Dos coros de tres voces y tenor
- Sonata sopra: Sancta Maria, ora pro nobis: Soprano e instrumentos
- Himno: Ave maris stella Coro y solistas
- Magnificat